# Vilches
Vilches è un comune spagnolo di 4 880 abitanti situato nella comunità autonoma dell'Andalusia.

## Geografia fisica
Nel territorio comunale scorrono i fiumi Guadalén e Guadalimar.